# Toffen
Toffen est une commune suisse du canton de Berne, située dans l'arrondissement administratif de Berne-Mittelland.

## Histoire
La seigneurie de Toffen fait partie de la juridiction de Seftigen jusqu'en 1798.

## Monuments et curiosités
Le château de Toffen est inscrit comme bien culturel d'importance nationale. Vers 1671, son propriétaire Hans Georg von Werdt transforme le château-fort en résidence de campagne baroque. L'origine médiévale du bâtiment se distingue encore dans la disposition irrégulière de l'ensemble. Parmi les parties remarquables de l'aménagement se distinguent le lambris Renaissance de la chambre sculptée (1633), les tapisseries en cuir pressé de la chambre des beuveries (fin 17e s.) et les peintures rococo de la salle d'été.